# Aquila di Sinope
Aquila di Sinope (Ponto in Anatolia, ... – ...; fl. II secolo) è stato un traduttore ebreo antico che attorno al 130 tradusse in greco, in maniera estremamente letterale, la Bibbia ebraica.

## Biografia
Era un proselita dell'Ebraismo, Tanna e discepolo di Rabbi Akiba (m. 135 circa).

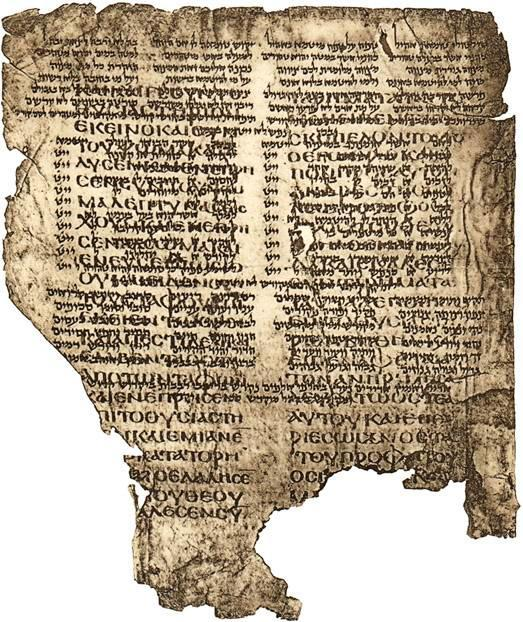
Palinsesto del Secondo libro dei Re di Aquila di Sinope

Epifanio (De Pond. et Mensuris c. 15) ci ha tramandato una tradizione secondo la quale egli era un parente dell'imperatore Adriano, che lo impiegò nella ricostruzione di Aelia Capitolina (Gerusalemme) e che si era convertito al Cristianesimo ma, quando fu rimproverato per aver praticato l'astrologia pagana, ritornò o si convertì all'ebraismo.
Ci sono alcune sovrapposizioni tra le storie su di lui e quelle su Onkelos, il presunto autore del Targum di Onkelos: secondo una teoria il nome "Onkelos" è semplicemente una deformazione di "Aquila", erroneamente associato con l'aramaico invece della traduzione greca.
Sembra che negli scritti ebraici sia chiamato עקילס.
Si dice che la versione di Aquila fosse usata nelle sinagoghe al posto della Septuaginta. 
Ai cristiani generalmente non piace, essi affermano che i passaggi messianici come Isaia 7:14, non sono resi correttamente, Girolamo e Origene hanno però parlato in sua lode. 
Origene la incorporò nella sua Esapla.
Si è ipotizzato che la sua traduzione fosse di grande fedeltà al testo originario biblico ebraico.
Si pensava che l'unica copia esistente della traduzione di Aquila fosse nell'Esapla, ma nel 1897 sono stati acquisiti dalla Cambridge University Library i frammenti di due codici contenenti il Primo libro dei Re 20,7-17 ed il Secondo libro dei Re 23,12-27, pubblicati da F. C. Burkitt nel 1897, e parti dei Salmi 90-103 pubblicato da C. Taylor nel 1899.